# Fabien Galateau
Fabien Galateau (Nanteuil-la-Fosse, Aisne, 23 de juliol de 1913 - Avinyó, 23 de setembre de 1995) va ser un ciclista francès que fou professional entre 1933 i 1944. En el seu palmarès destaquen, per damunt de tot, dues victòries d'etapa al Tour de França, el 1938 i 1939.

## Palmarès
- 1933
  - 1r de la Toulon-Aubagne-Toulon
- 1934
  - Vencedor d'una etapa del Gran Premi Wolber
- 1936
  - 1r de la Niça-Toulon-Niça i vencedor d'una etapa
- 1937
  - Campió de França dels aspirants
  - 1r al Circuit del Ventor
- 1938
  - 1r al Circuit de Cantal
  - Vencedor d'una etapa del Tour de l'Oise
  - Vencedor d'una etapa del Tour de França
- 1939
  - 1r al Gran Premi de l'Écho d'Alger
  - 1r a la Manche-Océan
  - Vencedor d'una etapa del Tour de França

### Resultats al Tour de França
- 1934. 36è de la classificació general
- 1936. 40è de la classificació general
- 1937. 25è de la classificació general
- 1938. 28è de la classificació general i vencedor d'una etapa
- 1939. 22è de la classificació general i vencedor d'una etapa

### Resultats al Giro d'Itàlia
- 1934. 42è de la classificació general
- 1938. 25è de la classificació general